# Maria Sofia de Hessa
Maria Sofia de Hessa-Kassel (germană Marie Sophie Friederike von Hessen-Kassel; 28 octombrie 1767 – 22 martie 1852) a fost regină a Danemarcei și Norvegiei prin căsătoria cu Frederic al VI-lea. A fost regentă a Danemarcei în perioada 1814–1815. 

## Familie
A fost primul copil al Prințului Karl de Hessa-Kassel și a Prințesei Louise a Danemarcei și Norvegiei. Bunicii paterni au fost Frederic al II-lea de Hesse-Kassel și Prințesa Mary a Marii Britanii. Mary a fost fiica regelui George al II-lea al Marii Britanii și a reginei Caroline de Ansbach. Bunicii materni au fost Frederic al V-lea al Danemarcei și Louise a Marii Britanii, o altă fiică a regelui George al II-lea al Marii Britanii și a reginei Caroline de Ansbach. Tatăl ei a fost al doilea fiu al prințului suveran de Hesse-Kassel.
A crescut în mare parte în Danemarca, unde tatăl ei a avut poziții notabile, cum ar fi guvernator al provinciilor. Mama ei a fost a treia și cea mai mică fiică a regelui Frederic; ca urmare, ea a fost nepoata regelui Christian al VII-lea al Danemarcei și a Prințul Regent Frederic.

## Căsătorie

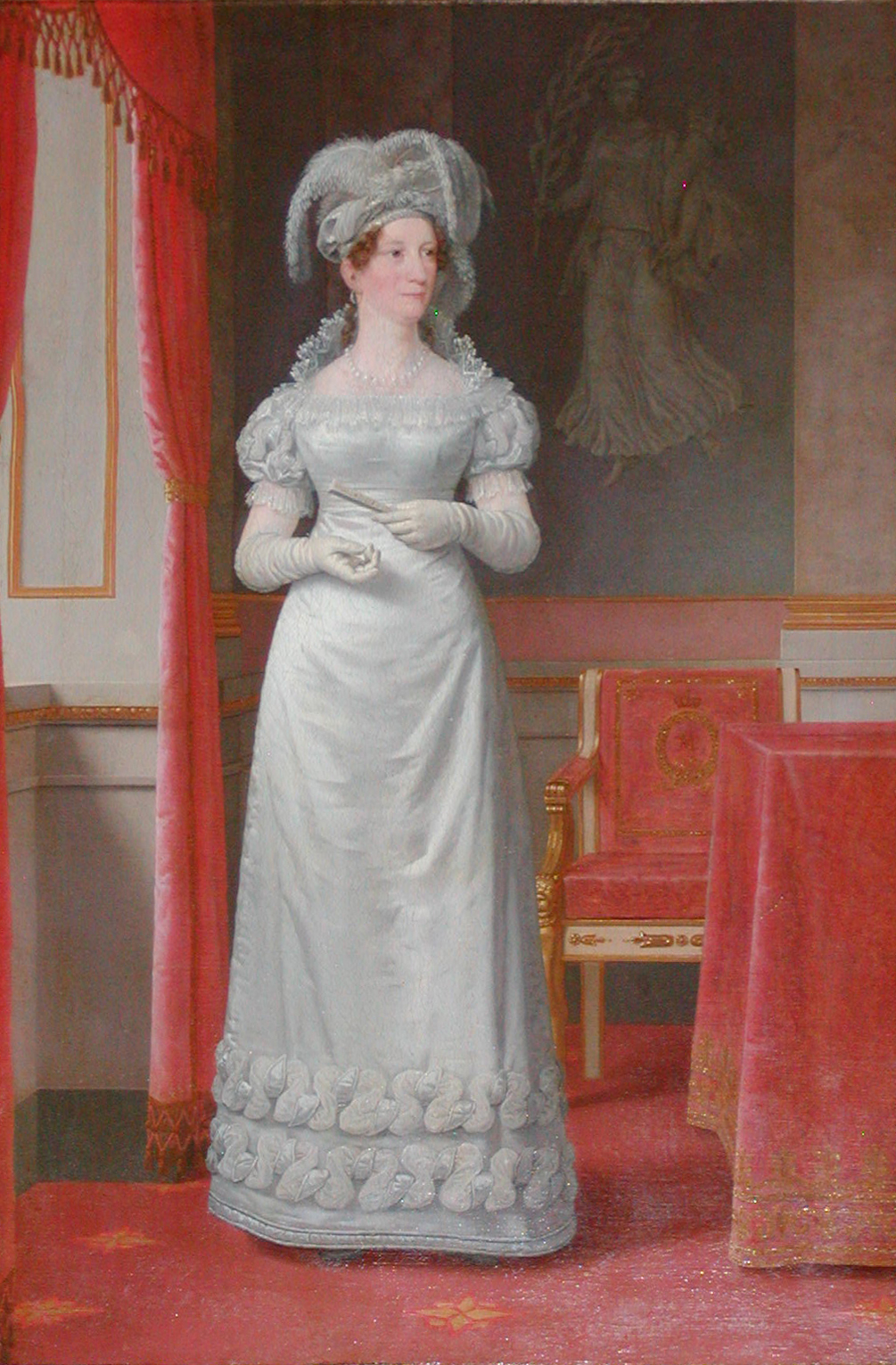
Regina Maria Sofia, pictură de Christoffer Wilhelm Eckersberg.

La 31 iulie 1790 la Gottorp, s-a căsătorit cu vărul ei primar, Prințul Moștenitor Frederic al Danemarcei (1768–1839), atunci Regent al regatului, viitorul rege Frederic al VI-lea. Soțul ei a fost Regent din 1784 (de când avea doar 16 ani) în numele tatălui său care era nebun și care a murit în 1808. În urma înfrângerii aliatului Danemarcei, împăratul Napoleon I al Franței, Danemarca a pierdut stăpânirea Norvegiei; cuplul regal a încetat să mai fie regele și regina Norvegiei în 1814. Regina Maria a fost regentă a Danemarcei în perioada 1814-1815 în timpul absenței soțului ei.
Maria a fost aleasă de vărul ei ca soție în special pentru a-și demonstra independența față de Curte, care voia o căsătorie politică. Căsătoria a fost primită cu mare entuziasm de public; ea a fost privită ca o daneză nu ca o străină. La Curte, a fost umbrită de sora soțului ei, care era adevărata Prima Doamnă de la Curte. A fost presată de cererea de a naște un fiu și după ce a avut probleme ginecologice a fost obligată să accepte adulterul soțului ei cu Frederikke Dannemand. 
În perioada 1814-15 s-a descurcat foarte bine ca Regentă. Era interesată de politică și de genealogie și a scris și publicat Exposé de la situation politique du Danemarc; în 1822 a publicat Supplement-Tafeln zu Joh. Ca văduvă s-a retras din viața publică și a fost respectată ca un simbol al vechii dinastii.